# Adraneothrips decorus
Adraneothrips decorus är en insektsart som beskrevs av Ian A. Hood 1938. Adraneothrips decorus ingår i släktet Adraneothrips och familjen rörtripsar. Inga underarter finns listade i Catalogue of Life.